# Just Cause
Just Cause est une série de jeux vidéo d'action-aventure en monde ouvert, mettant en scène Rico Rodriguez créée par Avalanche Studios. En juin 2018, la série s'était écoulé à plus de 15 millions d'exemplaires.
La série tire son nom de l'invasion du Panama par les États-Unis, qui avait pour nom de code « Opération Just Cause ». 

## Liste des titres
- 2006 : Just Cause
- 2010 : Just Cause 2
- 2015 : Just Cause 3
- 2018 : Just Cause 4